# Volscos

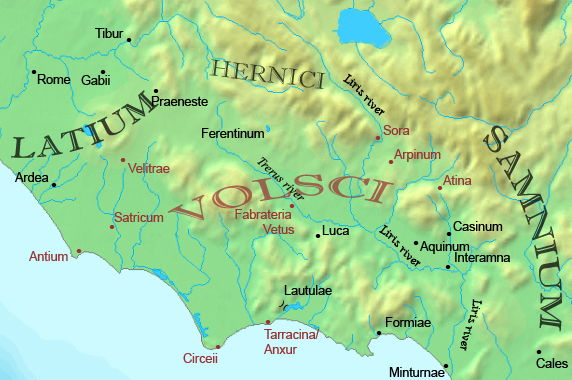
Assentamentos volscos

Os volscos (em latim: volsci) foram um antigo povo itálico, de origens indo-europeias, ligado aos povos osco-úmbrios. Habitavam a região central da península Itálica (Lácio meridional.) Supõe-se que os volscos fizessem parte do grupo étnico osco-umbro, assim como os oscos, umbros, samnitas, sabinos e équos, acreditando-se que, inicialmente, estivessem separados do grupo dos umbros.
A sua língua era da família itálica, uma língua indo-europeia relacionada às línguas osco-umbras, aparentada com o osco e o umbro, e de mais afastadamente com o latim. Conserva-se uma inscrição em alfabeto latino na chamada Tabula Veliterna, uma tábua de bronze do século III a.C., encontrada em Velitras e conservada no Museu Arqueológico Nacional de Nápoles, na qual, em quatro linhas, a assembleia da comunidade indica o sacrifício expiatório (um boi e um asse para o vinho e outro para os copos) para quem tomara ramos ou folhagem da floresta sagrada da deusa Decluna (provavelmente equivalente a Diana).
Sua existência é conhecida através de relatos da República Romana editados no século I a.C.. Habitavam uma zona de colinas e de pântanos, no sul do Lácio, e eram vizinhos dos auruncos e samnitas ao sul; dos hérnicos a leste, e cujo território era delimitado por uma linha que partia de Norba e Cora, ao norte, indo até Âncio, ao sul. No século V a.C. controlaram o Agro Pontino (no sudoeste do Lácio, entre os colinas Albanas e o mar), antes controlado pelos latinos. A zona era rica pela sua agricultura (cereais e vides, também pesca) e controlava o caminho a sul para a Campânia (onde se construiria a Via Ápia).
O seu território, à época romana, ficou incluído no Lácio, embora os volscos fossem um povo diferente dos latinos - com os quais, além disso, frequentemente se confrontavam. Os volscos foram frequentemente aliados dos équos contra Roma, enquanto os hérnicos, a partir de 486 a.C. se aliaram a Roma. Combateram a República Romana, tendo sido dominados a partir do século IV a.C. ou, mais precisamente, em 338 a.C.. Tito Lívio descreve-os como do "mais ardentes na revolta que hábeis na guerra" Na Eneida de Virgílio figura Camila, uma virgem guerreira volsca.
No século V a.C., a capital do território volsco era Âncio, que, na origem, fora um ópido latino. Além de Âncio, no território volsco se encontrava a cidade de Velitras (local de origem da família de Otaviano Augusto), Atina, Frosinone, Suessa Pometia (Estrabão conta que a planície pomentina fora anteriormente ocupado pelos ausônios; em seguida, pelos osco-volscos), Sátrico, Arpino (a cidade de Caio Mário e de Cícero), Frégelas, Sora (a cidade de Marco Atílio Régulo), Terracina, Sezze, Priverno, Ceccano e Cassino - esta última surgida posteriormente e situada nos limites entre os territórios volsco e aurunco.